# 나라셀라
나라셀라(Nara Cellar Co. Ltd.)는 한국에 와인을 유통하는 기업이다. 본사는 서울특별시 강남구 논현로726에 위치해 있으며 대표이사는 마승철이다. 공모가를 2만원, 주관사를 신영증권으로 6월 2일에 코스닥 시장이 상장하였다
국가별 상품 별 매출은 미국(39.0%), 프랑스(20.4%), 칠레(20.0%), 이탈리아(7.5%), 기타(13.1%)이다
2023년 7월 1주당 1주를 배정하는 무상증자를 단행하였다

## 같이 보기
- 에이벤처스
- 실리콘투
- 하이트진로
- 롯데칠성

## 참고문헌
1. ↑  나라셀라, 최종 공모가 2만원…편의점 와인보다 싸게 살수 있다, 오늘의 돈, 2023.05.20
2. ↑  나라셀라 '몸값 미스터리', 거래 사이트, 2023.06.16
3. ↑  IPO(신규상장) 예정기업 대신증권 나라셀라 2023년 5월 9일
4. ↑  나라셀라, 주당 1.0주 무상증자 결정, Infomax, 2023.07.25